# 佐々木郎希
もしかして
- 佐々木朗希

ではありませんか？